# Portugal i olympiska sommarspelen 2004
Portugal i olympiska sommarspelen 2004 bestod av 81 idrottare som blivit uttagna av Portugals olympiska kommitté.

## Badminton
Herrsingel
- Marco Vasconcelos
  - Sextondelsfinal → besegrades (15-5, 15-5) by  Storbritannien Richard Vaughan

## Cykling

### Landsväg
Herrarnas linjelopp
- Sérgio Paulinho → 5:41:45 ()
- Nuno Ribeiro → 5:41:56 (27:a)
- Cândido Barbosa → fullföljde inte
- Gonçalo Amorim → fullföljde inte

Herrarnas tempolopp
- Sérgio Paulinho → 1:01:25.63 (25:a)

## Fotboll
Herrar
| Nr          | Namn                          | Födelsedatum | Ålder     | Matcher   | Mål       | 10px      | 10px      | 10px      |
| Målvakter   | Målvakter                     | Målvakter    | Målvakter | Målvakter | Målvakter | Målvakter | Målvakter | Målvakter |
| ----------- | ----------------------------- | ------------ | --------- | --------- | --------- | --------- | --------- | --------- |
| 1           | José Moreira                  | 20.03.1982   | 23        | 3         | 0         | 0         | 0         | 0         |
| 18          | Bruno Vale                    | 08.04.1983   | 21        | 0         | 0         | 0         | 0         | 0         |
| Försvarare  |                               |              |           |           |           |           |           |           |
| 12          | Nuno Frechaut                 | 24.09.1977   | 26        | 3         | 0         | 1         | 0         | 0         |
| 6           | Fernando Meira                | 05.06.1978   | 26        | 3         | 0         | 0         | 0         | 0         |
| 5           | Ricardo Costa                 | 16.05.1981   | 23        | 3         | 1         | 1         | 0         | 0         |
| 16          | João Paulo Andrade            | 06.06.1981   | 23        | 1         | 0         | 2         | 1         | 1         |
| 2           | Mário Sérgio                  | 28.07.1981   | 23        | 2         | 0         | 1         | 0         | 0         |
| 11          | Jorge Ribeiro                 | 09.11.1981   | 22        | 3         | 1         | 0         | 0         | 0         |
| 4           | Bruno Alves                   | 27.11.1981   | 22        | 2         | 0         | 2         | 0         | 0         |
| Mittfältare |                               |              |           |           |           |           |           |           |
| 3           | Raúl Meireles                 | 17.03.1983   | 23        | 3         | 0         | 2         | 0         | 0         |
| 10          | Carlos Martins                | 29.04.1982   | 23        | 2         | 0         | 0         | 0         | 0         |
| 14          | José Bosingwa da Silva        | 24.08.1982   | 23        | 3         | 1         | 1         | 0         | 0         |
| 8           | Hugo Viana                    | 15.01.1983   | 21        | 3         | 0         | 2         | 0         | 1         |
| Anfallare   |                               |              |           |           |           |           |           |           |
| 13          | Luís Boa Morte                | 04.08.1977   | 27        | 1         | 0         | 0         | 0         | 1         |
| 15          | Luís Carlos Lourenço da Silva | 05.06.1983   | 21        | 1         | 0         | 1         | 0         | 0         |
| 17          | Danny Miguel Alves Gomes      | 07.08.1983   | 21        | 3         | 0         | 0         | 0         | 0         |
| 9           | Hugo Almeida                  | 23.05.1984   | 20        | 3         | 1         | 0         | 0         | 0         |
| 7           | Cristiano Ronaldo             | 05.02.1985   | 19        | 2         | 1         | 2         | 0         | 0         |
| Coach       |                               |              |           |           |           |           |           |           |
|             | Jose Romao                    | 13.04.1952   | 52        |           |           |           |           |           |

Gruppspel
| Lag        | Pld | W | D | L | GF | GA | GD | Pts |
| ---------- | --- | - | - | - | -- | -- | -- | --- |
| Irak       | 3   | 2 | 0 | 1 | 7  | 4  | +3 | 6   |
| Costa Rica | 3   | 1 | 1 | 1 | 4  | 4  | 0  | 4   |
| Marocko    | 3   | 1 | 1 | 1 | 3  | 3  | 0  | 4   |
| Portugal   | 3   | 1 | 0 | 2 | 6  | 9  | −3 | 3   |

|       | 12 augusti 2004 | Irak | 4 – 2   | Portugal | Pampeloponnisiako Stadium, Patras            |                                              |
| 20:30 | 20:30           |      | Rapport |          | Publik: 5 689 Domare: Divine Evehe (Kamerun) | Publik: 5 689 Domare: Divine Evehe (Kamerun) |
| 20:30 | 20:30           |      |         |          | Publik: 5 689 Domare: Divine Evehe (Kamerun) | Publik: 5 689 Domare: Divine Evehe (Kamerun) |
| 20:30 | 20:30           |      |         |          | Publik: 5 689 Domare: Divine Evehe (Kamerun) | Publik: 5 689 Domare: Divine Evehe (Kamerun) |

|       | 15 augusti 2004 | Marocko | 1 – 2   | Portugal | Pankritio Stadium, Heraklion                    |                                                 |
| 20:30 | 20:30           |         | Rapport |          | Publik: 7 581 Domare: Carlos Batres (Guatemala) | Publik: 7 581 Domare: Carlos Batres (Guatemala) |
| 20:30 | 20:30           |         |         |          | Publik: 7 581 Domare: Carlos Batres (Guatemala) | Publik: 7 581 Domare: Carlos Batres (Guatemala) |
| 20:30 | 20:30           |         |         |          | Publik: 7 581 Domare: Carlos Batres (Guatemala) | Publik: 7 581 Domare: Carlos Batres (Guatemala) |

|       | 18 augusti 2004 | Costa Rica | 4 – 2   | Portugal | Pankritio Stadium, Heraklion                    |                                                 |
| 20:30 | 20:30           |            | Rapport |          | Publik: 11 218 Domare: Carlos Torres (Paraguay) | Publik: 11 218 Domare: Carlos Torres (Paraguay) |
| 20:30 | 20:30           |            |         |          | Publik: 11 218 Domare: Carlos Torres (Paraguay) | Publik: 11 218 Domare: Carlos Torres (Paraguay) |
| 20:30 | 20:30           |            |         |          | Publik: 11 218 Domare: Carlos Torres (Paraguay) | Publik: 11 218 Domare: Carlos Torres (Paraguay) |

## Friidrott
Herrarnas 100 meter
- Francis Obikwelu
  - Omgång 1 (heat 5) → 10.09 (1:a, 5:a totalt)
  - Omgång 2 (heat 1) → 9.93 NR (1:a, 2:a totalt)
  - Semifinal 1 → 9.97 (2:a, 2:a totalt)
  - Final → 9.86 NR ()

Herrarnas 200 meter
- Francis Obikwelu
  - Omgång 1 (heat 1) → 20.40 (2:a, 3:a totalt)
  - Omgång 2 (heat 4) → 20.33 (1:a, 6:a totalt)
  - Semifinal 2 → 20.36 (2:a, 4:a totalt)
  - Final → 20.14 (5:a)

Herrarnas 800 meter
- João Pires
  - Omgång 1 (heat 3) → 1:46.7 (6:a, 29:a totalt)

Damernas 800 meter
- Nédia Semedo
  - Omgång 1 (heat 1) → 2:02.61 (5:a, 19:a totalt)

Herrarnas 1 500 meter
- Rui Silva
  - Omgång 1 (heat 1) → 3:37.98 (2:a, 7:a totalt)
  - Semifinal 2 → 3:40.99 (2:a, 11:a totalt)
  - Final → 3:34.68 ()
- Manuel Damião
  - Omgång 1 (heat 3) → 3:39.94 (8:a, 19:a totalt)
  - Semifinal 1 → 3:37.16 (8:a, 8:a totalt)

Damernas 1 500 meter
- Carla Sacramento
  - Omgång 1 (heat 1) → 4:07.73 (8:a, 24:a totalt)
  - Semifinal 2  → 4:10.85 (10:a, 22:a totalt)

Damernas 5 000 meter
- Inês Monteiro
  - Omgång 1 (heat 2) → 16:03.75 (18:a, 34:a totalt)

Herrarnas 10 000 meter
- Eduardo Henriques → tävlade inte

Damernas 10 000 meter
- Fernanda Ribeiro → fullföljde inte

Herrarnas maraton
- Alberto Chaíça
  - Final → 2:14:17 (8:a)
- Luís Jesus → tävlade inte

Damernas maraton
- Helena Sampaio → 2:49:18 (47:a)
- Ana Dias → 3:08:11 (62n:a)
- Adelia Elias → tävlade inte
- Fatima Silva → tävlade inte

Herrarnas 110 meter häck
- Luís Sá
  - Omgång 1 (heat 3) →  14.01 (8:a, 45:a totalt)

Herrarnas 400 meter häck
- Edivaldo Monteiro
  - Omgång 1 (heat 5) →  49.53 (4:a, 25:a totalt)
  - Semifinal 1 →  49.26 (7:a, 18:a totalt)

Herrarnas 3 000 meter hinder
- Manuel Silva
  - Omgång 1 (heat 3) → 8:38.31 (11:a, 33:a totalt)

Herrarnas stavhopp
- Elisabete Tavares → tävlade inte

Herrarnas längdhopp
- Gaspar Araújo
  - Kval, group B) → 7.49 (17:a, 33:a totalt)

Herrarnas tresteg
- Nelson Évora
  - Kval, group B → 15.72 (23:a, 40:a totalt)

Damernas diskuskastning
- Teresa Machado
  - Kval, group B → 58.47 (12:a, 23:a totalt)

Herrarnas släggkastning
- Vítor Costa
  - Kval, group A → 72.47 (12:a, 27:a totalt)

Damernas släggkastning
- Vânia Silva
  - Kval, group A → 63.81 (18:a, 34:a totalt)

Damernas sjukamp
- Naide Gomes → 6151 poäng (13:a)
  - 100 meter häck (heat 3) → 13.58 PB (4:a, 1039 poäng)
  - Höjdhopp (grupp A) → 1.85 SB (2:a, 1041 poäng)
  - Kulstötning (grupp B) → 14.71 PB (2:a, 841 poäng)
  - 200 meter (heat 5) → 25.46 SB (3:a, 845 poäng)
  - Längdhopp (grupp A) → 6.10 (8:a, 880 poäng)
  - Spjtukastning (grupp B) → 40.75 PB (13:a, 682 poäng)
  - 800 meter (heat 3) → 2:20.05 PB (7:a, 823 poäng)

Herrarnas 20 kilometer gång
- João Vieira → 1:22:19 (10:a)

Damernas 20 kilometer gång
- Susana Feitor → 1:32:47 (20:a)
- Inês Henriques → 1:33:53 (25:a)
- Maribel Gonçalves → 1:33:59 (26:a)

Herrarnas 50 kilometer gång
- Jorge Costa → 4:12:24 (34:a)
- Pedro Martins → fullföljde inte

## Fäktning
Florett, herrar
- João Gomes
  - 32-delsfinal → bye
  - Sextondelsfinal → besegrades  (15-4) av  Egypten Tamer Mohamed Tahoun

## Gymnastik

### Artistisk
Mångkamp, ind., herrar
- Filipe Bezugo - gick inte vidare i någon gren

## Judo
Herrarnas halv lättvikt (-66 kg)
- João Pina — besegrades i kvartsfinalen; återkval semifinal

Herrarnas lättvikt (-73 kg)
- João Neto — besegrades i kvartsfinalen; återkval kvartsfinal

Herrarnas halv mellanvikt (-81 kg)
- Nuno Delgado — besegrades in sextondelsfinalen

Damernas halv lättvikt (-52 kg)
- Telma Monteiro — besegrades i kvartsfinalen; återkval åttondelsfinal

## Kanotsport
Herrarnas K-1 500 m
- Emanuel Silva
  - Heat 3 → 1:40,067 (4:a)
  - Semifinal 2 → 1:43,051 (7:a)

Herrarnas K-1 1000 m
- Emanuel Silva
  - Heat 3 → 3:29,854 (3:a)
  - Semifinal 2 → 3:29,942 (3:a)
  - Final → 3:33,862 (7:a)

## Ridsport

### Fälttävlan
| Ryttare      | Häst           | Gren                   | Dressyr | Dressyr   | Terräng | Terräng | Terräng   | Hoppning | Hoppning | Hoppning  | Hoppning         | Hoppning         | Hoppning         | Totalt | Totalt    |
| Ryttare      | Häst           | Gren                   | Dressyr | Dressyr   | Terräng | Terräng | Terräng   | Kval     | Kval     | Kval      | Final            | Final            | Final            | Totalt | Totalt    |
| Ryttare      | Häst           | Gren                   | Straff  | Placering | Straff  | Totalt  | Placering | Straff   | Totalt   | Placering | Straff           | Totalt           | Placering        | Straff | Placering |
| ------------ | -------------- | ---------------------- | ------- | --------- | ------- | ------- | --------- | -------- | -------- | --------- | ---------------- | ---------------- | ---------------- | ------ | --------- |
| Carlos Grave | Laughton Hills | Individuell fälttävlan | 72,80   | 70        | 12,80   | 85,60   | 49        | 11,00    | 96,60    | 46        | Gick inte vidare | Gick inte vidare | Gick inte vidare | 96,60  | 46        |

## Segling
Herrar
| Seglare                     | Gren    | Lopp | Lopp | Lopp | Lopp | Lopp | Lopp | Lopp | Lopp | Lopp | Lopp | Lopp | Summerad poäng | Finalplacering |
| Seglare                     | Gren    | 1    | 2    | 3    | 4    | 5    | 6    | 7    | 8    | 9    | 10   | M*   | Summerad poäng | Finalplacering |
| --------------------------- | ------- | ---- | ---- | ---- | ---- | ---- | ---- | ---- | ---- | ---- | ---- | ---- | -------------- | -------------- |
| João Rodrigues              | Mistral | 10   | 2    | 22   | 9    | 3    | 5    | 4    | OCS  | 7    | 8    | 8    | 78             | 6              |
| Álvaro Marinho Miguel Nunes | 470     | 22   | 5    | 20   | 21   | 10   | 8    | 9    | 1    | 20   | 1    | 8    | 103            | 7              |

M = Medaljlopp; EL = Eliminerad – gick inte vidare till medaljloppet;
Damer
| Seglare      | Gren        | Lopp | Lopp | Lopp | Lopp | Lopp | Lopp | Lopp | Lopp | Lopp | Lopp | Lopp | Summerad poäng | Finalplacering |
| Seglare      | Gren        | 1    | 2    | 3    | 4    | 5    | 6    | 7    | 8    | 9    | 10   | M*   | Summerad poäng | Finalplacering |
| ------------ | ----------- | ---- | ---- | ---- | ---- | ---- | ---- | ---- | ---- | ---- | ---- | ---- | -------------- | -------------- |
| Joana Pratas | Europajolle | 2    | 24   | 17   | 22   | 24   | 16   | 12   | OCS  | 22   | 9    | 21   | 169            | 22             |

M = Medaljlopp; EL = Eliminerad – gick inte vidare till medaljloppet;
Öppen
| Seglare                    | Gren    | Lopp | Lopp | Lopp | Lopp | Lopp | Lopp | Lopp | Lopp | Lopp | Lopp | Lopp | Summerad poäng | Finalplacering |
| Seglare                    | Gren    | 1    | 2    | 3    | 4    | 5    | 6    | 7    | 8    | 9    | 10   | M*   | Summerad poäng | Finalplacering |
| -------------------------- | ------- | ---- | ---- | ---- | ---- | ---- | ---- | ---- | ---- | ---- | ---- | ---- | -------------- | -------------- |
| Gustavo Lima               | Laser   | 1    | 15   | 7    | 28   | 14   | 19   | 6    | 4    | 2    | 1    | 19   | 88             | 5              |
| Nuno Barreto Diogo Cayolla | Tornado | DNC  | 16   | 14   | 16   | 12   | 13   | 12   | 15   | 11   | 6    | 7    | 122            | 16             |

M = Medaljlopp; EL = Eliminerad – gick inte vidare till medaljloppet;

## Triathlon
| Triathlet         | Gren               | Simning (1,5 km) | Trans 1 | Cykling (40 km) | Trans 2 | Löpning (10 km) | Total tid  | Placering |
| ----------------- | ------------------ | ---------------- | ------- | --------------- | ------- | --------------- | ---------- | --------- |
| Vanessa Fernandes | Damernas triathlon | 19:20            | 0:21    | 1:11:07         | 0:23    | 35:48           | 2:06:15,39 | 8         |